# 大雄與鐵人兵團
《哆啦A夢：大雄與鐵人兵團》是刊載於《CoroCoro Comic》月刊1985年8月號到1986年1月號的《哆啦A梦大长篇》系列作品，作者藤子·F·不二雄，另外以此原作在1986年（昭和61年）3月15日所公開的電影動畫，是「哆啦A夢大長篇」系列電影中的第七部作品。電影監製為芝山努，東寶出品，票房收入約為12億5000萬日圓，動員約260萬哆啦A夢的影迷前往觀賞。與這部電影同時上映的附篇電影還有《小鬼Q太郎》（藤子·F·不二雄與藤子不二雄A共同著作）、《职业高尔夫猿》（藤子不二雄A作品）。2011年的哆啦A梦电影作品《新·大雄與鐵人兵團》是改編自本作品。

## 概要
這部電影是哆啦A夢電影的七週年紀念作品，標題也由原本的「大雄的～」首次更改為「大雄與～」。在哆啦A夢作品中，這部是唯一以「用我們自己的手來解救了地球」作品。電影的背後有個「心是什麼？」的主題，莉露露處在地球人與鐵人兵團之間所動搖的心境，可以說是這部作品的重點之一。
作品中展現出機械人因為奴隸制度的廢止，所以利用人類來代替奴隸的勞動。這並不只是一般科幻故事常見的主題，在另一方面還有影射對人類的奴役歷史批判的意味。
2011年的電影《新大雄與鐵人兵團～振翅吧 天使們～》是重製版本。

## 故事內容
背景 
故事內容主要發生在由哆啦A夢道具之「相反世界的鏡子」所進入的鏡面世界，裡面的世界除了沒有人類與動物之外，就像是看鏡子一樣其他東西都和真實世界顛倒。
 故事摘要 
利用任意門到了北極的大雄，無意間發現了機器人的零件，但是因為零件太大，於是就和哆啦A夢將零件拿到鏡面世界這個無人的世界裡組裝。組裝完成後，哆啦A夢就將他取名為「聖誕武士」。當正在高興的操控聖誕武士時，無意間發現他居然著裝著毀滅性的飛彈……。
大雄在真實世界無意間與自稱是機器人主人的莉露露相會，並且讓莉露露借走了活動釣魚池，但後來大雄與哆啦A夢居然發現鏡面世界居然建立了為了攻擊地球的基地！而且指揮者就是莉露露，原來她是由機械理想國所派出來引導鐵人兵團到地球的機器人。
為了拯救地球的危機，大雄他們決定與鐵人兵團一戰。由於莉露露受傷被靜香所救，並且與莉露露討論征服地球是個不對的行為。鐵人兵團等不及莉露露的聯絡，也已經大規模的都到了地球，於是大雄他們在鏡中的世界開始與鐵人兵團作戰。莉露露也受到靜香的感動，認真思考起他們行為的不妥，於是夥同靜香到3萬多年以前找當時創造出機械理想國祖先「亞姆」和「夏姆」的人類博士，企圖改造機械理想國祖先，使其後代機器人不會想要征服地球。

## 主要角色
此電影基本上只存在「叮噹」或「小叮噹」的版本：台灣方面，下列配音員為新潮社有限公司大約於1990年代所發行之錄影帶版本（已絕版）。香港方面存在兩個版本：一個是無綫電視（TVB）於1986年製作的版本，由當時電視動畫版的主角配音陣容聲演，另一版本為1993年由「歷紹行」推出的錄影帶及鐳射影碟，兩者翻譯和配音陣容不同，唯一共通之處是「叮噹」一角都由林保全聲演。除此之外，还有个由马来西亚Speedy Video所配音的英語版本（已絕版），但是配音员是誰就無人可知。
| 角色                  | 配音員     | 配音員 | 配音員   | 配音員     |
| 角色                  | 日本       | 臺灣   | 英屬香港 | 英屬香港   |
| 角色                  | 日本       | 臺灣   | TVB版本  | 歷紹行版本 |
| --------------------- | ---------- | ------ | -------- | ---------- |
| 哆啦A夢（舊名小叮噹） | 大山羨代   | 于正昇 | 林保全   | 林保全     |
| 野比大雄              | 小原乃梨子 | 李映淑 | 曾慶珏   | （待考）   |
| 源靜香（舊名宜靜）    | 野村道子   | 謝佼娟 | 孫明貞   | （待考）   |
| 骨川小夫（舊名阿福）  | 肝付兼太   | 官志宏 | 方煥蘭   | （待考）   |
| 剛田武（舊名技安）    | 立壁和也   | 沈光平 | 馮志潤   | （待考）   |

## 登場人物
| 角色                                             | 配音員     | 配音員 | 配音員   | 配音員     | 介紹 |
| 角色                                             | 日本       | 臺灣   | 英屬香港 | 英屬香港   | 介紹 |
| 角色                                             | 日本       | 臺灣   | TVB版本  | 歷紹行版本 | 介紹 |
| ------------------------------------------------ | ---------- | ------ | -------- | ---------- | --- |
| 莉露露                                           | 山本百合子 | 姜瑰瑾 | 黃麗芳   | （待考）   | 一個造型與地球少女一樣的機器人，由機械理想國派到地球當前線開發以及引導鐵人兵團侵略地球。並且負責引導鐵人兵團進駐。她原先想在北極建設攻擊地球的基地，後透過大雄得知了鏡面世界，並借走了鏡面世界出入口"活動釣魚池"，將設立點改在那裡，被來到鏡面世界的大雄和哆啦A夢發現其目的，她操縱聖誕武士追捕兩人，破壞"室內釣魚池"，意圖擴大鏡面世界與現實世界的兩個出口，結果被鏡面世界所引發的次元震所波及，身受重傷，後透過靜香的治療恢復了身體機能，在與靜香接觸之後，對於機械理想國侵略的事情開始抱著懷疑的態度，最後了解了人類的親切感，回到30000年前協助博士改變機械理想國祖先。30000年后重生。在原作中貌似对大雄有一定的好感，有說過喜歡大雄的話。 |
| 聖誕武士／裘多新潮社國語錄影帶另譯北誕老人／十郎 | 加藤治     | 官志宏 | （待考） | （待考）   | 本來是由機械理想國送到地球北極，負責侵略地球的機器人，原本構造中有個頭腦迴路，可以自由的活動，但是在大雄他們組裝時並未裝入頭腦，所以利用哆啦A夢的道具「精神傳導控制器」來操控。後來發現了頭腦之後，哆啦A夢將頭腦改造成友軍。本名為「裘多」，哆啦A夢與大雄在北極無意中發現，所以將他稱為「聖誕武士」。許多動漫迷認為聖誕武士的造型與機動戰士Z鋼彈中的MSN-00100 百式非常神似，有說法指出此乃藤子不二雄委託著名的機械人設計師大河原邦男設計之故，但實際上為誤傳；聖誕武士的實際設計者為漫畫家たかや健二，比較合理的說法為其在設計時確實參考過百式的造型。                                                                                        |
| 米克羅斯                                         | 三矢雄二   | 沈光嘉 | 馮錦堂   | （待考）   | 小夫的機器人，小夫很會作模型的表哥幫他做的機器人，經過哆啦A夢改造過後，擁有跟人類一樣的智慧也會說話，但在思考太複雜的問題或不合道理的歪理時會短路，與威武的造型相反的相當膽小，他在故事後半時的一句隨口而出的話意外成為解除地球危機的關鍵。在新版時則不會說話。 |
| 博士                                             | 熊倉一雄   | 官志宏 | （待考） | 周永光     | 機械理想國都將他當作是神，其實是一位三萬年前對人類絕望的科學家，所以製造了「亞姆」與「夏姆」兩個機械理想國的祖先。(兩名機器人名字取自聖經創世紀的亞當和夏娃)。為了實現他所想像的天國，在這兩個機器人上加裝了「競爭本能」，希望藉由競爭而進步發展。但是也因為如此，造成其後世子孫反而為了自身利益欺壓弱者，打擊別人的不良影響。最後，因為得知以後的鐵人兵團將侵略地球，便將競爭本能改為「一顆溫暖的心」。原作与大长篇中，形象大不同。但在《新·大雄的鐵人兵團》中又改回漫画原作的样子。 |

## 本部電影反派
| 角色                 | 配音員   | 配音員 | 配音員   | 配音員     | 介紹 |
| 角色                 | 日本     | 臺灣   | 英屬香港 | 英屬香港   | 介紹 |
| 角色                 | 日本     | 臺灣   | TVB版本  | 歷紹行版本 | 介紹 |
| -------------------- | -------- | ------ | -------- | ---------- | --- |
| 機械理想國機器人隊長 | 田中康郎 | 沈光平 | 盧國權   | （待考）   | 機械理想國派來攻略地球的鐵人兵團隊長，在攻擊過鏡面世界的地球後，發現地球的地形與機械理想國觀察時顛倒，進而得知了哆啦A夢他們的誤導計畫。 |

### 主題曲
| 歌曲                       | 作詞     | 作曲     | 演唱       |
| -------------------------- | -------- | -------- | ---------- |
| 「」（中譯：不可思議的我） | 武田鐵矢 | 菊池俊輔 | 大杉久美子 |

## 作品評論
《大雄與鐵人兵團》這個作品一般的人可能比較不清楚，這是朝日電視台第二次修改圖像之後的第一個公開作品。主題與演出都有相當高的水準，甚至有些人認為這是哆啦A夢系列中最高傑作的作品之一。尤其是接近片尾的地方，莉露露因為改變了歷史而要消失時，靜香傷心啜泣的感人時刻加上主題曲的播放，是個相當絕妙而引起共鳴的搭配。在眾多哆啦A夢的影迷中，對此更是讚不絕口。
在聲優對於這部片子中感人情節的詮釋與演出，也是受到絕大觀眾認可的地方。尤其是莉露露在前半段的情結屬於比較冰冷的人物，到後半段感受到人間情感的溫暖時，山本百合子在語調中微妙的變化，以及詮釋靜香的野村道子，在她傷感情節時那種情感的投入，更是為人所認同的傑出表現。
不過也有針對這個作品些許反面的評價，因為認為劇情片尾基本上不合邏輯，在莉露露改變了歷史之後，照理說原本所謂的「鐵人兵團」根本就是已經不存在的事情了，理所當然那些戰鬥根本上也就不再是存在的事實，所以在大雄他們來說應該也不會再有這段記憶才對。作者也曾針對這些疑問表示有所疏漏，不過強調這純粹是以娛樂性質的一個科幻作品，並不強調其故事的嚴密性。
本作品存在的另一個特殊（但較不引人注意）之處是，被哆啦A夢安裝上人工智慧的機器人米克羅斯，是大長篇系列中罕見的，未隨故事結束而與主角道別或消失/毀滅的大長篇原創角色；不過，米克羅斯也未在後續的大長篇或短篇故事中再登場。
另外，該片為首部大雄於片頭高喊哆啦A夢後即出現主題曲的電影。

## 工作人員
- 導演：芝山努
- 原作、編劇：藤子·F·不二雄
- 演出助手：安藤敏彦、原恵一
- 規劃：本多敏行
- 作畫監製：富永貞義
- 美術設定：川本征平
- 美術指導：高野正道
- 色彩設計：野中幸子
- 攝影指導：齊藤秋男
- 特殊攝影：原真悟
- 剪接：井上和夫、渡瀨祐子
- 錄音總監：浦上靖夫
- 效果設計：柏原滿
- 原創音樂：菊池俊輔
- 監修：楠部大吉郎
- 編輯製作：田中敦
- 製作擔當：山田俊秀
- 監製：別紙壯一、小泉美明、波多野正美
- 製作協力：藤子工作室、旭通信社
- 動畫製作：SHIN-EI動畫
- 出品：SHIN-EI動畫、小學館、朝日電視台